# Nuovo ordine mondiale (film)
Nuovo ordine mondiale è un film del 2015 scritto e diretto da Fabio e Marco Ferrara.

## Trama
Massimo Torre, commissario di polizia, assiste all'assassinio della compagna incinta ad opera di un gruppo di malviventi durante una rapina a un negozio. Dopo numerose indagini scopre che dietro la rapina e ad altri atti simili di violenza e criminalità c'è un gruppo di potere ben organizzato il cui unico scopo è quello di controllare il mondo con qualsiasi mezzo a loro disposizione (criminalità, crisi economica, malattie, ...). Con l'aiuto della polizia, dei militari e di una ricercatrice le cui ricerche sono incentrate sulla ghiandola pineale il commissario riuscirà a vendicarsi della perdita subita, ma poi scoprirà che del complotto fa parte anche il ministro della difesa Biancardi.

## Produzione
Il budget del film si aggira intorno al milione di euro.

## Distribuzione
L'opera ha avuto una distribuzione cinematografica limitata in Italia a partire dal 19 febbraio 2015.

## Accoglienza

### Incassi
L'opera ha incassato 20.205 dollari americani negli Stati Uniti e circa 804 dollari americani in Italia.

### Critica
In una recensione particolarmente negativa, che definisce il film "abysmal" ("terribile"), il Los Angeles Times ha scritto: "Ciò che è semi-interessante del film è il modo in cui i fratelli Ferrara si addentrano nelle varie speculazioni paranoiche prese dai meandri più oscuri di Internet per tessere il tutto in una super-teoria a malapena coerente". Secondo il The Hollywood Reporter il film "dimostra una netta mancanza di originalità".